# Ramiro Cabrera
Pour les articles homonymes, voir Cabrera.
Cabrera  González est un nom espagnol. Le premier nom de famille, en général paternel, est Cabrera ; le second, en général maternel, souvent omis, est González.
Ramiro Cabrera González, né le 8 février 1988 à Tacuarembó, est un coureur cycliste uruguayen.

## Palmarès
- 2008
  - 1re étape de la Rutas de América
  - 3e du Tour d'Uruguay
- 2009
  - Tour de Gravataí :
    - Classement général
    - 1re étape

  - 2e de la Rutas de América
  - 3e de la Vuelta Chaná
- 2010
  - Prologue de la Vuelta Chaná
  - Circuito Boa Vista
  - 2e du championnat d'Uruguay sur route espoirs
  - 3e du Tour d'Uruguay
  - 3e du championnat d'Uruguay du contre-la-montre espoirs
  - 10e du contre-la-montre du championnat panaméricain
- 2014
  - Circuito Boa Vista
  - Volta Aniversario de Curitiba
  - Tour de Goiás :
    - Classement général
    - 3e et 4e étapes
- 2015
  - 4e et 5e étapes du Tour du Paraná
  - 3e du Circuito Boa Vista

### Classements mondiaux
| Année            | 2008 | 2009 | 2010 | 2011 | 2012 | 2013 | 2014 | 2015 | 2016 |
| ---------------- | ---- | ---- | ---- | ---- | ---- | ---- | ---- | ---- | ---- |
| UCI America Tour | 254e | 15e  | 100e |      |      |      |      | 186e | 311e |